# SIAM Journal on Mathematical Analysis
SIAM Journal on Mathematical Analysis (ook SIMA) is een internationaal, aan collegiale toetsing onderworpen wetenschappelijk tijdschrift op het gebied van de toegepaste wiskunde.
De naam wordt in literatuurverwijzingen meestal afgekort tot SIAM J. Math. Anal., terwijl informeel vaak de afkorting SIMA gebruikt wordt.
Het wordt uitgegeven de Society for Industrial and Applied Mathematics (SIAM) en verschijnt tweemaandelijks.